# Stanley Aborah
Stanley Aborah (Kumasi (Ghana), 23 juni 1987) is een voormalig Belgisch profvoetballer die als middenvelder speelde.
Aborah stroomde in 2004 door vanuit de jeugd van Ajax. Hier kwam hij in zijn eerste seizoen bij het eerste elftal vier keer in actie, maar brak hij niet door. Eerst werd hij verhuurd aan FC Den Bosch en in het seizoen 2006/2007 werd zijn contract bij Ajax ontbonden. Hij vond niet meteen onderdak en trainde mee bij een provinciale ploeg in Ekeren. Een test bij Lierse SK eind 2006 draaide op niets uit. In december 2006 testte hij bij SV Zulte Waregem, maar uiteindelijk vertrok hij in de winterstop naar FCV Dender EH in de Belgische tweede klasse.
In juni 2007 tekende Aborah een eenjarig contract bij FC Den Bosch met een optie op nog een jaar, welke is gelicht. Aborah is daardoor tot 1 juli 2009 daar actief geweest. Hierna ging hij naar AS Trenčín in Slowakije waarvoor hij door blessures alleen in een paar vriendschappelijke wedstrijden in actie kwam. In 2010 tekende hij bij het Engelse Gillingham FC een contract voor een maand. Aborah keerde in januari van hetzelfde seizoen terug naar de club waar hij begon als jeugdspeler, derdeklasser, FC Cappellen. Ondanks een goed half jaar degradeerde hij met Cappellen na de eindronden naar de Vierde klasse waarna hij de club verliet. Ook zijn vader en voormalig Ghanees international Stanley Aborah senior speelde voor Cappellen. Zijn (half)broer Denzel Aborah voetbalde ook voor Cappellen.
Op 21 september 2011 tekende hij een contract bij Vitesse tot het einde van het seizoen 2011/12, nadat hij enkele weken meegetraind had om zijn conditie op peil te houden. Op 16 oktober 2011 maakt Aborah zijn debuut voor Vitesse wanneer hij invalt voor de geblesseerde Julian Jenner in de wedstrijd tegen N.E.C.; hij krijgt ook een rode kaart in deze wedstrijd.
Hij verlengde zijn contract bij Vitesse niet omdat de club en hijzelf het niet eens werden over de contactcondities. Hierna werkte hij een stage af bij FC Emmen, waar hij wel overtuigde maar geen contract tekende omdat hij op hoger niveau wilde blijven spelen. Uiteindelijk tekende Aborah op 20 februari 2013 een contract bij het Ferencváros TC van Ricardo Moniz. Hiermee won hij dat jaar de bekerfinale, waarin hij twee scoorde.
Aborah verdween na zijn half jaar bij Ferencváros uit het betaald voetbal tot hij in juli 2015 een contract tot medio 2017 tekende bij Notts County, dat net was gedegradeerd naar de League Two. Hier kwam hij wederom onder de hoede van trainer Moniz. Op 31 januari 2017 werd zijn contract ontbonden. In februari van dat jaar ging hij tot het einde van het seizoen 2016/17 voor Portsmouth spelen. In 2018 kwam hij uit voor het Ierse Waterford FC. In 2019 beëindigde hij zijn loopbaan.
Aborah werd jeugdtrainer bij Beerschot.

## Carrière
| Seizoen | Club                | Competitie        | Wedstrijden | Doelpunten |
| ------- | ------------------- | ----------------- | ----------- | ---------- |
| 2004/05 | Ajax                | Eredivisie        | 4           | 0          |
| 2005/06 | Ajax                | Eredivisie        | 0           | 0          |
| 2005/06 | FC Den Bosch        | Eerste divisie    | 21          | 3          |
| 2006/07 | FCV Dender EH       | Tweede Klasse     | 3           | 0          |
| 2007/08 | FC Den Bosch        | Eerste divisie    | 16          | 3          |
| 2008/09 | FC Den Bosch        | Eerste divisie    | 21          | 3          |
| 2009/10 | AS Trenčín          | 1. Liga           | 0           | 0          |
| 2010/11 | Gillingham          | League Two        | 1           | 0          |
| 2010/11 | Cappellen           | Derde Klasse      | 14          | 8          |
| 2011/12 | Vitesse             | Eredivisie        | 13          | 1          |
| 2012/13 | ND Mura 05          | 1. nogometna liga | 12          | 1          |
| 2012/13 | Ferencvárosi        | Nemzeti Bajnokság | 7           | 1          |
| 2015/16 | Notts County        | League Two        | 26          | 1          |
| 2016/17 | Notts County        | League Two        | 8           | 0          |
| 2016/17 | Portsmouth          | League Two        | 4           | 0          |
| 2018    | Waterford United FC | League of Ireland | 24          | 3          |
| Totaal  | Totaal              | Totaal            | 174         | 24         |